# فايل أم راين
فايل أم راين (بالألمانية: Weil am Rhein) هي بلدة كبيرة ‏، مدينة وبلدة ألمانية تقع في لوراخ في ألمانيا. يقدر عدد سكانها بـ 29,519 نسمة .

## المدن التوأمة
مدن Trebbin، Huningue و بونكور رجيس ‏ هي مدن توأمة لفايل آم راين.

## معرض صور

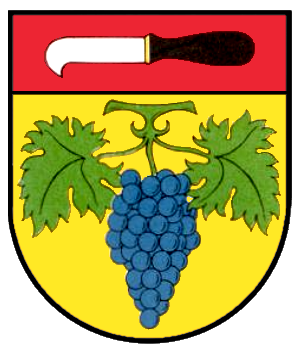
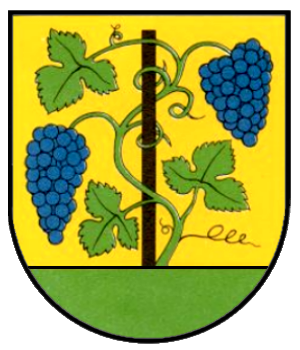
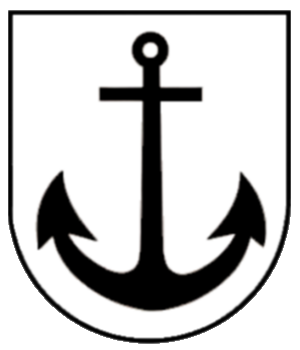

## أعلام
- ميشيلا كاسبار
- كريستيان ستريش